# Borzonasca
Borzonasca é uma comuna italiana da região da Ligúria, província de Génova, com cerca de 2.006 habitantes. Estende-se por uma área de 79 km², tendo uma densidade populacional de 25 hab/km². Faz fronteira com Mezzanego, Ne, Rezzoaglio, San Colombano Certénoli, Santo Stefano d'Aveto, Tornolo (PR), Varese Ligure (SP).

## Demografia
| Variação demográfica do município entre 1861 e 2011                               |
|                                                                                   |
| Fonte: Istituto Nazionale di Statistica (ISTAT) - Elaboração gráfica da Wikipedia |